# Guilherme Oliveira Santos
Guilherme Oliveira Santos (Jequié, Brasil, 5 de febrero de 1988) es un futbolista brasileño. Juega de Defensor y su actual equipo es el Anorthosis Famagusta de Chipre.

## Trayectoria
Se formó en las categorías inferiores del Vasco da Gama para, en 2007, pasar al primer equipo. Ese mismo año, en el período de fichajes de invierno, fichó por la UD Almería de la Primera División de España
Debuta en Primera división el 13 de abril de 2008 en el partido UD Almería 1-0 Villarreal CF
El 15 de julio de 2010 llega cedido al Real Valladolid para jugar durante un año en el club de la capital castellana.
Tras no contar para el entrenador del Real Valladolid Abel Resino y no poder regresar a la UD Almería por tener el máximo número de extracomunitarios (tres), queda libre en el mercado de invierno y ficha por el Atlético Mineiro por cuatro temporadas, adquiriendo este club el 30% de los derechos del lateral y continuando la UD Almería con el 70% restante.

## Clubes
| Club                 | País   | Año           |
| -------------------- | ------ | ------------- |
| Vasco da Gama B      | Brasil | 2005-2007     |
| Vasco da Gama        | Brasil | 2007-2008     |
| UD Almería           | España | 2007-2010     |
| Real Valladolid      | España | 2010-2011     |
| Atlético Mineiro     | Brasil | 2011-2012     |
| Figueirense          | Brasil | 2012          |
| Santos               | Brasil | 2013          |
| Atlético Goianiense  | Brasil | 2013          |
| Bahia                | Brasil | 2014          |
| Fluminense           | Brasil | 2015          |
| Criciúma             | Brasil | 2015          |
| Sampaio Corrêa       | Brasil | 2016          |
| Anorthosis Famagusta | Chipre | 2017-presente |